# Новорусија
Новорусија (рус. Новороссия) или Нова Русија (рус. Новая Россия), јесте историјска и културна регија у сјеверном Прицрноморју, која је присаједињена Руској Империји послије руско-турских ратова у другој половини 18. вијека. Становништво, инфраструктура и начин живота особен за Новорусију образовали су се током релативно кратког периода историје, а сама регија се из неразвијене степе са ријетким пашњацима претворила у моћну индустријску регију, која је постала окосница привреде, најприје Руске Империје, а затим Украјинске Совјетске Социјалистичке Републике.
У административном смислу, ове земље су у различито вријеме чиниле Новоруску губернију и Новоруско-бесарапско генерал-губернаторство. Према административно-територијалној подјели с почетка 20. вијека, Новорусија је у ужем смислу обухватала Херсонску, Јекатеринославску и Тауридску губернију, а у ширем смислу и Бесарапску губернију, Курбанску област, Црноморску и Ставропољску губернију и Област донске војске. Назив „Новорусија” је почео да се користи с почетком 20. вијека, међутим након уласка главног дијела ових земаља у Украјину, почео је да се назива „јужна Украјина” или „сјеверно Прицрноморје”. Истовремено, израз је нестао у совјетској Русији, остављајући траг само у називу луке Новоросијск.
Израз је добио нову вриједност током проруских протеста на југоистоку Украјине 2014. године. Након избијања оружаних сукоба на истоку Украјине, под историјским називом „Новорусија”, дјеловао је конфедерални савез непризнатих држава Доњецке Народне Републике и Луганске Народне Републике, који је замрзнут 2015. због могућности спровођења Минских споразума.